# Anacolosa lutea
Anacolosa lutea là một loài thực vật có hoa trong họ Olacaceae. Loài này được Gillespie mô tả khoa học đầu tiên năm 1932.